# Оуквуд (Пенсільванія)
Оуквуд (англ. Oakwood) — переписна місцевість (CDP) в США, в окрузі Лоуренс штату Пенсільванія. Населення — 2215 осіб (2020).

## Географія
Оуквуд розташований за координатами 41°0′39″ пн. ш. 80°22′46″ зх. д. / 41.01083° пн. ш. 80.37944° зх. д. (41.010907, -80.379465).  За даними Бюро перепису населення США в 2010 році переписна місцевість мала площу 6,94 км², з яких 6,80 км² — суходіл та 0,14 км² — водойми.

## Демографія
Згідно з переписом 2010 року, у переписній місцевості мешкало 2270 осіб у 953 домогосподарствах у складі 653 родин. Густота населення становила 327 осіб/км².  Було 1022 помешкання (147/км²).
Расовий склад населення:
| - 91,7 % — білих - 5,8 % — чорних або афроамериканців - 0,2 % — азіатів |

До двох чи більше рас належало 1,7 %. Частка іспаномовних становила 1,0 % від усіх жителів.
За віковим діапазоном населення розподілялося таким чином: 19,0 % — особи молодші 18 років, 58,3 % — особи у віці 18—64 років, 22,7 % — особи у віці 65 років та старші. Медіана віку мешканця становила 48,0 року. На 100 осіб жіночої статі у переписній місцевості припадало 92,7 чоловіків;  на 100 жінок у віці від 18 років та старших — 87,9 чоловіків також старших 18 років.
Середній дохід на одне домашнє господарство  становив 55 657 доларів США (медіана — 51 129), а середній дохід на одну сім'ю — 67 415 доларів (медіана — 63 929). Медіана доходів становила 45 913 долари для чоловіків та 28 358 доларів для жінок. За межею бідності перебувало 11,3 % осіб, у тому числі 13,4 % дітей у віці до 18 років та 4,1 % осіб у віці 65 років та старших.
Цивільне працевлаштоване населення становило 1013 осіб. Основні галузі зайнятості: освіта, охорона здоров'я та соціальна допомога — 20,9 %, науковці, спеціалісти, менеджери — 10,8 %, виробництво — 10,1 %.